# Navazování nedovoleného kontaktu s dítětem
Navazování nedovoleného kontaktu s dítětem je trestný čin podle českého trestního zákoníku, konkrétně § 193b, který se vztahuje na situace, kdy dospělá osoba úmyslně navazuje, nebo udržuje kontakt s osobou mladší 15 let za účelem jejího sexuálního zneužití.
Tento trestný čin zahrnuje činnosti, při nichž pachatel usiluje o získání důvěry dítěte, často za účelem jeho následného zneužití.
Příklady závadného chování
1. Online grooming: Dospělá osoba kontaktuje dítě mladší 15 let prostřednictvím internetu, například na sociálních sítích, a navazuje s ním přátelský vztah. Pachatel postupně dítě přiměje ke sdílení intimních informací, nebo fotografií s cílem pozdějšího zneužití.[1][4]
2. Nátlak na sdílení intimních materiálů: Pachatel přesvědčuje, nebo nutí dítě mladší 15 let, aby sdílelo své intimní fotografie, nebo videa, což může být dosaženo manipulací, klamem, nebo vyhrožováním.[1][4]
3. Zneužívání postavení: Dospělá osoba, která má přístup k dětem, například učitel, nebo trenér, využívá své pozice k navázání blízkého vztahu s dítětem mladším 15 let, aby ho mohla následně zneužít.[1][4]
4. Sexuální návrhy: Dospělá osoba, navrhuje dítěti sexuální aktivity jakéhokoli charakteru otevřeně, nebo je mu prokázán úmysl.[1][4]

Vznik tohoto trestného činu je reakcí na směrnici 2011/93/EU ze dne 13. prosince 2011 o boji proti pohlavnímu zneužívání a pohlavnímu vykořisťování dětí a proti dětské pornografii. Do českého právního řádu byl zaveden novelou účinnou od 1.8.2014.

## Zákonné vymezení
V České republice tento trestný čin upravuje § 193b zákona č. 40/2009, trestní zákoník, ve znění pozdějších předpisů, takto:
| „ | Kdo navrhne setkání dítěti mladšímu patnácti let v úmyslu spáchat trestný čin podle § 187 odst. 1, § 192, 193, § 202 odst. 3 nebo jiný sexuálně motivovaný trestný čin, bude potrestán odnětím svobody až na dvě léta. | “ |

Trestným je nejen kontakt s úspěšným vylákáním nevhodných fotografií, či intimních informací, ale také i pokus o něj, včetně návrhu. Nejvyšší soud ve svém nedávném rozhodnutí ze dne 25. 11. 2020, sp. zn. 8 Tdo 1041/2020, několikrát zdůraznil, že v případě přečinu se jedná o předčasně dokonaný delikt, neboť tento 
| „ | trestný čin je totiž dokonán nikoliv realizací schůzky, ale i v případě, že z jakýchkoliv důvodů ke schůzce nedojde. Možnost trestního postihu vyvolává samotný fakt, že pachatel učiní návrh na setkání s dítětem mladším patnácti let, a toto setkání je motivováno některým z vyjmenovaných důvodů, který by mohl narušit mravní a tělesný vývoj dítěte mladšího patnácti let. K narušení tohoto mravního a tělesného vývoje nemusí dojít, postačí, mohla-li by taková situace hypoteticky nastat. | “ |

## Trestní postih
Za tento trestný čin hrozí pachateli trest odnětí svobody, přičemž délka trestu závisí na závažnosti činu. Zákon klade důraz na ochranu dětí mladších 15 let, protože jsou považovány za obzvlášť zranitelnou skupinu.